# Neopaganisme

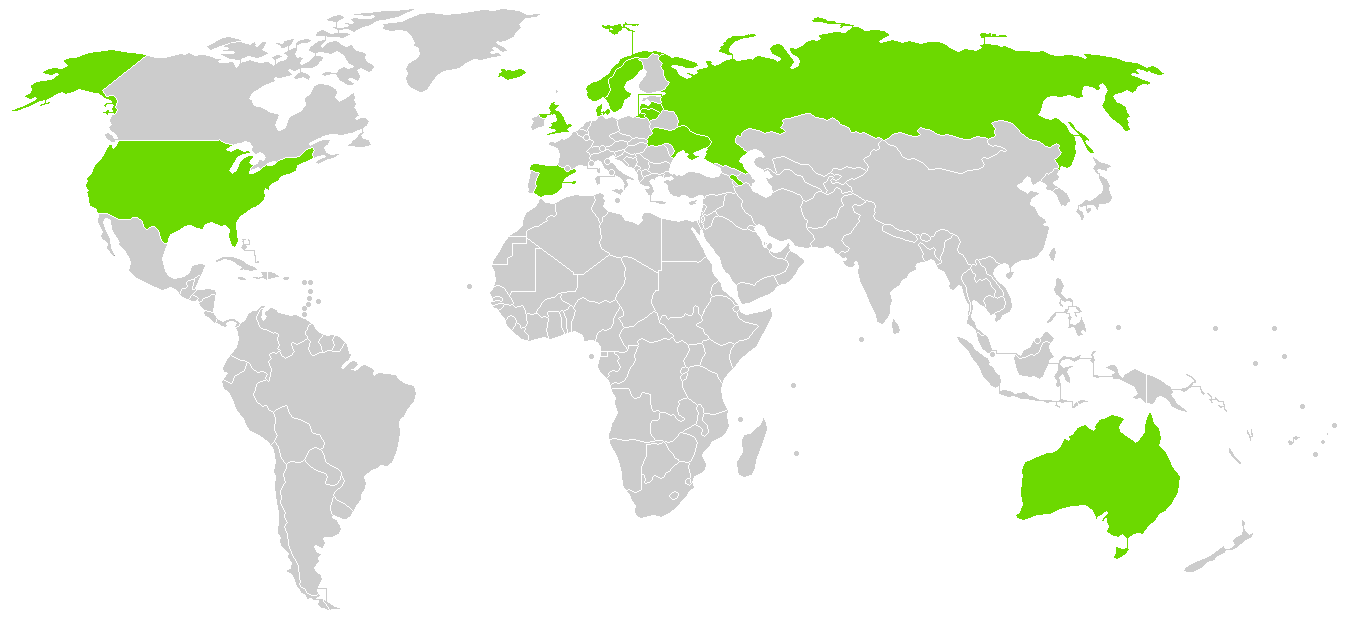
In de groene landen wordt een vorm van neopaganisme erkend als godsdienst: Armenië, Australië, Denemarken, IJsland, Letland, Litouwen, Noorwegen, Oekraïne, Rusland, Spanje, Zweden, Verenigd Koninkrijk en Verenigde Staten.

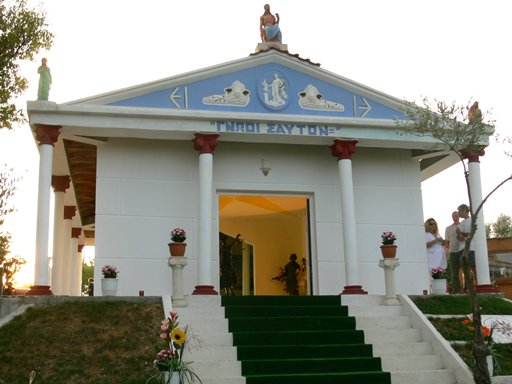
Een moderne Griekse tempel in Thessaloniki.

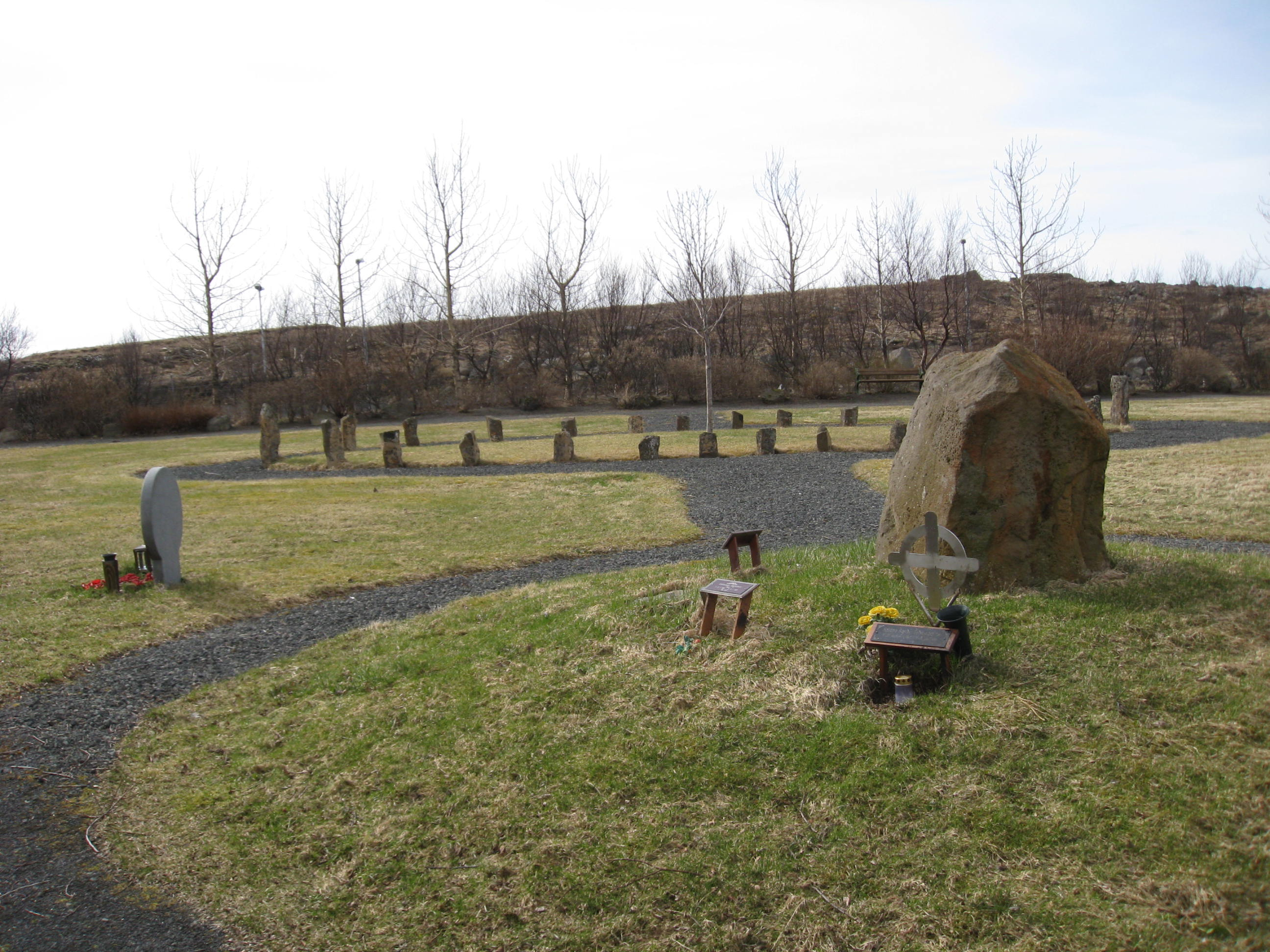
Een neopaganistische begraafplaats in IJsland met vijf grafmonumenten en op de achtergrond een groep stenen in scheepsvorm (elliptisch).

Neopaganisme is een verzamelnaam voor verschillende moderne (neo)religieuze bewegingen die zich veelal in een of andere vorm baseren op of verwant voelen met een vorm van voorchristelijk (Europees) geloof. Een neopaganistische stroming bevat meestal elementen van animisme, polytheïsme, en pantheïsme. De grootste neopaganistische religie is wicca. Andere stromingen zijn neodruïdisme, asatru, reclaiming, Germaans neopaganisme en Slavisch neopaganisme.
In A History of Pagan Europe uit 1995 omschrijven Jones en Pennick paganisme als volgt:
... Paganisme (...) verwijst naar inheemse spirituele tradities die aan Natuur-verering doen, in het bijzonder in Europa, en waarvoor geldt dat hedendaagse aanhangers zich expliciet scharen onder die naam. Paganistische religies in deze zin hebben de volgende kenmerken gemeen.
- Ze zijn polytheïstisch en erkennen het bestaan van een veelheid aan goddelijke wezens, die al dan niet als avatar of als een specifiek aspect van een onderliggende goddelijke eenheid/dualiteit/drie-eenheid worden gezien.
- Ze zien de natuur als een theofanie, een manifestatie van het goddelijke, niet als een 'gevallen' schepping van het laatstgenoemde.
- Zij erkennen het vrouwelijke goddelijke principe, dat zij de Godin noemen (met een hoofdletter 'G' om haar te onderscheiden van de vele bijzondere godinnen), naast of in plaats van het mannelijke goddelijke principe, de God.

Neopaganistische bewegingen, zoals het neodruïdisme, wortelen in de 19e-eeuwse romantiek. Zij keren zich tegen de moderne en jachtige manier van leven, zoeken meer toenadering tot de natuur en streven naar een meer natuurlijke levenswijze.
Alhoewel paganistische groepen doorgaans niet strak georganiseerd zijn, bestaat er een nationaal georganiseerde Pagan Federation.